# Lloyd Werft Wismar
MV Werften Wismar (предыдущие названия: Lloyd Werft Wismar, Nordic Yards Wismar, Wadan Yards, VEB Mathias-Thesen-Werft Wismar, Mathias-Thesen-Werft Wismar GmbH, Aker MTW) — судостроительная верфь в Висмаре (Мекленбург-Передняя Померания, Германия), специализирующаяся на строительстве судов разных классов — от океанских суперлайнеров до каботажных и речных судов. Часть общего консорциума MV Werften, в который также входят верфи Ростока и Штральзунда.
Владелец (с 2016) — малайзийско-китайское предприятие Genting Hong Kong.
Число занятых: ~700 человек (2018).

## История

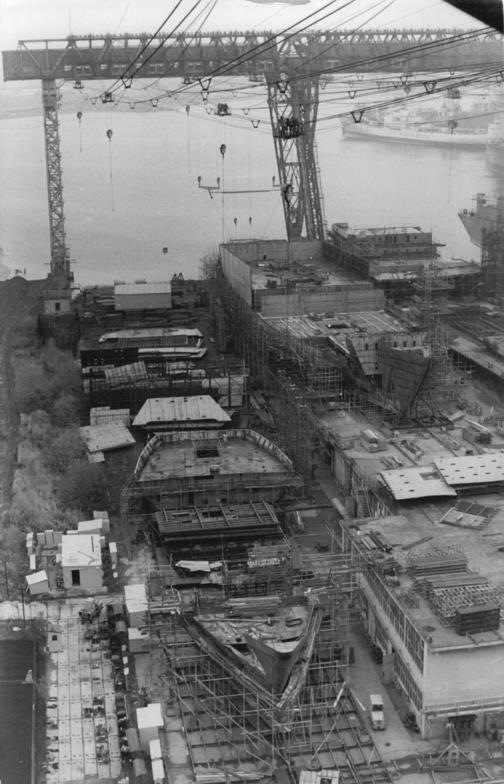
Сухой док и стапель верфи VEB Mathias-Thesen-Werft Wismar, 1982

27 апреля 1946 года в Висмаре, на территории советской зоны оккупации, был основан ремонтный завод Министерства обороны СССР, 
переименованный 15 октября 1946 года в судоремонтный завод Министерства торговли СССР, который 1 января 1947 года был передан местным немецким властям земли Мекленбург. 
Первым судном, пришедшим на ремонт 3 июня 1946 года, стал «Иван Сусанин».
После приёмки старой ганзейской верфи, включения территории бывшей «Hafenschmiede» (нем. портовой кузницы) и лодочной верфи «Schröder und Schackow», возникшее Народное предприятие 31 октября 1951 года было переименовано в VEB Mathias-Thesen-Werft Wismar (VEB MTW), названное так в честь расстрелянного фашистами 11 октября 1944 года в концентрационном лагере Заксенхаузен коммуниста Матиаса Тезена. В 1959 году произошло слияние MTW и других судостроительных предприятий в Объединение Народных предприятий судостроения (VVB Schiffbau), а в 1979 году VVB Schiffbau превратился уже в напоминающую концерн структуру Kombinat Schiffbau Rostock.
С 50-х годов прошлого столетия было изготовлено множество океанских судов для торгового и рыболовецкого флота ГДР, других стран СЭВ и международного рынка.
С 1982 по 1985 год проходила всеобъемлющая модернизация верфи для вывода последней на мировой уровень технического оснащения. В ходе проводимой в ГДР экономической реформы 1 июня 1990 года была основана компания Mathias-Thesen-Werft Wismar GmbH, которая стала теперь относиться к Deutsche Maschinen und Schiffbau AG (DMS). После переименования в MTW Schiffswerft GmbH в августе 1992 года верфь перешла к Bremer Vulkan Verbund AG.
В 1994—1998 гг. в верфь было вложено около 1 млрд немецких марок инвестиций, хотя сам Bremer Vulkan заявил в 1996 году о банкротстве. 
1 мая 1998 верфь отошла к норвежскому концерну Aker RGI, получив название Aker MTW. Примерно с момента интеграции концерна Kvaerner в существующую группу Aker Yards в 2002 году бывшая верфь Kvaerner Warnow Werft Rostock GmbH и Aker MTW Werft сотрудничали под именем Aker Ostsee.
В 2008 году компания Aker Yards продала за 292 млн евро бо́льшую часть своих активов российскому предпринимателю Виталию Юсуфову, сыну члена наблюдательного совета Газпрома, бывшего министра энергетики Игоря Юсуфова. Трансакция вступила в силу задним числом с 1 января 2008 года и с 22 сентября 2008 года верфи выступают под маркой Wadan Yards.
C 5 июня 2009 года немецкие дольщики группы Wadan Yards Group AS, в том числе и Wadan Yards MTW GmbH в Висмаре, подали в арбитраж города Шверин заявление о банкротстве. Заведующим банкротным производством стал шверинский адвокат Марк Одебрехт (Marc Odebrecht), член канцелярии Brinkmann & Partner. В середине августа 2009 года он смог представить инвестора, который перенял и висмарскую верфь. Руководитель московского бюро компании «Nordstream» Виталий Юсуфов (сын бывшего российского министра энергетики и члена наблюдательного совета «Газпрома» Игоря Юсуфова) приобрёл имущество немецких дольщиков в Wadan через образованную им Nordic Yards, примерно за 40,5 миллионов евро. 

В октябре 2009 года предприятие формально возобновило работу, но как и прежде не имело заказов. В 2010 году Виталий Юсуфов добился заказов на строительство специального танкера длиной 170 метров типа Nordic AT 19 для "Норильского никеля", на 100 млн евро. Кроме этого верфь строила платформы для бурения в офшоре и небольшие суда специального назначения. В декабре 2012 верфь получила правительственный заказ из России на постройку двух спасательных судов ледокольного типа для Арктического региона.
После этого работу верфи сотрясало совместное расследование прокуратур Испании и Германии против российской мафии и российских госчиновников; следствие обвиняло совладельцев в отмывании похищенных из российской казны денег, махинациях на рынке испанской недвижиммости, махинациях с «разделами» и «банкротствами» верфи Wadan Yard.

Since 2022: ThyssenKrupp Marine Systems 

## Современность
В марте 2016 года Nordic Yards была выкуплена малайзийско-китайской компанией Genting Hong Kong за 230 млн евро, при оценочной цене в 108,5 млн евро. Она также была очередной раз переименована в MV Werften Wismar, что означает, что это висмарская часть общего объединения, куда входят также верфи Штральзунда и Ростока — MV Werften («Верфи Мекленбурга-Передней Померании»).
В период 2016—2018 гг. по заказу голландско-швейцарско-австрийской круизной фирмы «Crystal River Cruises» на верфи были построена серия из четырёх суден 6-звёздочного речного круизного «Рейн-класса» — «Crystal Bach», «Crystal Mahler», «Crystal Ravel», «Crystal Debussy». Разменры: длина 135 м, ширина 11,40 м, 55 кают класса «балкон-сьют», число пассажиров до 110. Район плавания Рейн, Майн, Дунай, Мозель. За этой серией запланирована следующая из пяти кораблей.
8 марта 2018 было объявлено о начале строительства[где?] океанского мега-круизера класса 'Global' (см. en:Global-class cruise ship), стоимостью в 1 млрд евро. Размеры: длина 342 м, ширина 46,4 м, осадка 9,5 м, водоизмещение 204.200 BRZ, кол-во пассажиров более 5 тыс., пассажирских кают 2503; район плавания — Вост. Азия; с этими габаритами корабль станет рекордным за всю историю судостроения Германии. Число субподрядчиков — около 600 фирм. Запланированный пуск на воду — 2020 год. В 2019—2021 гг. здесь же должен быть построен второй корабль этой серии.

## Фотогалерия: продукция до 1991
Разборные складные лодки (нем. Faltboot) типа Delphin 140
Малые суда различных серий
- Тип Afrika
- Тип MBC
- Тип OBC

Суда серии «Родина» (проект 588/BiFa Typ A)
| Месяц и год постройки | Заводской номер | Фото | Наименование               | Первое пароходство | Порт приписки | Флаг | Серия | Переименования и статус |
| март 1954             | 13001           | Фото | В. Чкалов                  | ЕРП*               | Красноярск    | →    | I     | |
| июнь 1954             | 13002           | Фото | А. Матросов                | ЕРП                | Красноярск    | →    | I     | |
| сентябрь 1954         | 13003           |      | Н. Гастелло                | ВОРП               | Горький       | →    | I     | переименован → Алексей Толстой, модернизирован                                                                                                |
| апрель 1955           | 13004           |      | Л. Доватор                 | ВОРП               | Горький       | →    | I     | переименован → Арабелла, модернизирован |
| июнь 1955             | 13005           |      | Родина                     | ВОРП               | Горький       | →    | I     | переименован → Святая Русь, модернизирован |
| 1955                  | 13006           |      | Эрнст Тельман              | ВОРП               | Горький       | →    | I     | переименован → Цезарь (2004-); модернизирован                                                                                                 |
| апрель 1956           | 11000           |      | Андрей Вышинский           | ВОРП               | Горький       | →    | I     | переименован → Очарованный Странник, Тарас Шевченко, Сергей Кучкин, Тарас Шевченко (1963—1981); модернизирован                                |
| июнь 1956             | 11001           | Фото | Ф. Энгельс                 | ВОРП               | Горький       | →    | I     | списан в ноябре 2003 года |
| сентябрь 1956         | 11002           | Фото | И. А. Крылов               | ВОРП               | Горький       | →    | I     | модернизирован |
| ноябрь 1956           | 11003           | Фото | Карл Либкнехт              | ВОРП               | Горький       | →    | I     | переименован → Юрий Никулин (2002) |
| декабрь 1956          | 11004           | Фото | Ильич                      | ВОРП               | Горький       | →    | I     | модернизирован |
| 1957                  | 112             |      | Александр Невский          | ВОРП               | Горький       | →    | II    | модернизирован |
| май 1957              | 113             |      | Карл Маркс                 | ВОРП               | Горький       | →    | II    | |
| июнь 1957             | 114             |      | Дмитрий Донской            | ВОРП               | Горький       | →    | II    | переименован → Кабаргинъ (2002), Кабаргин |
| 1957                  | 115             |      | Михаил Кутузов             | ВОРП               | Горький       | →    | II    | |
| август 1957           | 116             |      | Дмитрий Пожарский          | ВОРП               | Горький       | →    | II    | |
| ноябрь 1957           | 117             |      | Рылеев                     | ВОРП               | Горький       | →    | II    | |
| декабрь 1957          | 118             |      | Алеша Попович              | ВОРП               | Горький       | →    | II    | |
| декабрь 1957          | 119             |      | Добрыня Никитич            | ВОРП               | Горький       | →    | II    | переименован →Прикамье (2003) |
| март 1958             | 120             |      | Илья Муромец               | ВОРП               | Горький       | →    | II    | |
| апрель 1958           | 121             |      | Багратион                  | ВОРП               | Горький       | →    | II    | списан в октябре 1999; и утилизирован в 2003 году                                                                                             |
| май 1958              | 122             |      | Кавказ                     | ВОРП               | Горький       | →    | II    | переименован → Космонавт Гагарин (1961); модернизирован в 2005 и 2008 годах                                                                   |
| июнь 1958             | 123             | Фото | Урал                       | ВОРП               | Астрахань     | →    | II    | переименован → Инженер Пташников (1961), Тарас Бульба; модернизирован, вместо кинозала баскетбольный и футбольный зал                         |
| октябрь 1958          | 124             |      | Эльбрус                    | ВОРП               | Астрахань     |      | II    | переименован → Валентина Терешкова (1963); снимался в 1960 году в фильме «Девичья весна»; сгорел, списан и утилизирован в 1978 под Астраханью |
| ноябрь 1958           | 125             | Фото | Алтай                      | СЗРП               | Ленинград     |      | II    | снимался в 1973 году в фильме «Невероятные приключения итальянцев в России»; продан в Прибалтику; утилизирован в 1990-е годы                  |
| декабрь 1958          | 126             |      | Казбек                     | ВОРП               | Астрахань     | →    | II    | переименован Михаил Лермонтов (1965); списан в июле 1998; утилизирован в 2003 году                                                            |
| март 1959             | 127             |      | Н. В. Гоголь               | ВОРП               | Горький       | →    | II    | |
| апрель 1959           | 128             | Фото | А. И. Герцен               | ВОРП               | Горький       | →    | II    | |
| май 1959              | 129             |      | Т. Г. Шевченко             | СЗРП               | Ленинград     | → ?  | II    | переименован → Святой Петр (1994—1997), Anichka; затонул у Слиго, Ирландия; списан в 2003 году                                                |
| июнь 1959             | 130             | Фото | И. С. Тургенев             | ВОРП               | Горький       | →    | II    | |
| август 1959           | 131             |      | Г. В. Плеханов             | ВОРП               | Горький       | →    | II    | |
| сентябрь 1959         | 132             | Фото | К. А. Тимирязев            | ВОРП               | Астрахань     | →    | II    | |
| декабрь 1959          | 133             | Фото | Денис Давыдов              | ВОРП               | Астрахань     | →    | II    | |
| февраль 1960          | 134             |      | Иван Сусанин               | МРП                | Москва        | →    | II    | переименован → Петр Первый (2006); 1992—2004 на реке Маас, Голландия                                                                          |
| март 1960             | 135             | Фото | Серго Орджоникидзе         | МРП                | Москва        |      | II    | сгорело в 1992 году на Онежском озере; снимался в "Титаник"е группы «Наутилус Помпилиус» в 1994 году; списан и утилизирован в 1995 году       |
| апрель 1960           | 136             | Фото | Козьма Минин               | ВОРП               | Горький       | →    | II    | |
| август 1960           | 137             |      | Степан Разин               | ВОРП               | Горький       | →    | II    | переименован → Аврора (2003) |
| октябрь 1960          | 138             |      | Юрий Долгорукий            | ВОРП               | Горький       | →    | II    | утилизирован |
| ноябрь 1960           | 139             | Фото | Генерал И. Д. Черняховский | ВОРП               | Горький       | →    | II    | |
| декабрь 1960          | 140             |      | Генерал Н. Ф. Ватутин      | ВОРП               | Горький       | →    | II    | переименован → Русь Великая (2011) |
| январь 1961           | 141             | Фото | Вильгельм Пик              | КРП                | Пермь         | →    | II    | переименован Павел Бажов (1992) |
| апрель 1961           | 142             |      | А. С. Попов                | СЗРП               | Ленинград     | →    | II    | |
| июль 1961             | 143             |      | Н. К. Крупская             | СЗРП               | Ленинград     | →    | II    | переименован Петрокрепость (до 1993) |
| август 1961           | 144             |      | К. Э. Циолковский          | БОРП               | Петрозаводск  | →    | II    | переименован → Анатолий Папанов; авария в 1996 году около Валаама, в 2001 году сгорел и затонул в Санкт-Петербурге; модернизирован            |
| сентябрь 1961         | 145             | Фото | Ф. Жолио-Кюри              | КРП                | Пермь         | →    | II    | сгорел в октябре 2011 года в затоне |
| октябрь 1961          | 146             |      | Ф. И. Панферов             | КРП                | Пермь         | →    | II    | модернизирован, надстроена ещё одна палуба |
| ноябрь 1961           | 147             | Фото | Федор Гладков              | КРП                | Пермь         | →    | II    | |
| декабрь 1961          | 148             |      | Александр Фадеев           | КРП                | Пермь         | →    | II    | |
| декабрь 1961          | 149             |      | Хирург Разумовский         | КРП                | Пермь         | →    | II    | модернизирован, надстроена ещё одна палуба |

- ЕРП — Енисейское речное пароходство; ВОРП — Волжское объединённое речное пароходство; МРП — Московское речное пароходство; КРП — Камское речное пароходство; БОРП — Беломоро-Онежское речное пароходство; СЗРП — Северо-Западное речное пароходство

Суда класса «Михаил Калинин» (проект 101/Seefa 340);
Список судов проекта содержит все суда с указанием в примечании первоначального имени:
| Месяц и год постройки | Заводской номер | Фото | Наименование          | Первое пароходство                  | Порт приписки                       | Флаг | Номер IMO | Переименования и статус |
| июль 1958             | 101             |      | Михаил Калинин        | Балтийское морское пароходство      | Ленинград                           |      | 5234917   | утилизировано в 1994 в Аланге |
| 1958                  | 102             |      | Феликс Дзержинский    | Дальневосточное морское пароходство | Владивосток                         |      |           | * переимен. Excelsior Neptune (1992), в 1993 году судно затонуло у дока верфи и было утилизировано |
| 1959                  | 103             |      | Григорий Орджоникидзе | Дальневосточное морское пароходство | Владивосток                         |      |           | в 1992 году судно было утилизировано |
| 1959                  | 104             | Фото | М. Урицкий            | Дальневосточное морское пароходство | Владивосток → ЧМП                   | →    |           | в 1996 году судно было утилизировано |
| декабрь 1959          | 105             |      | Вацлав Воровский      | Мурманское морское пароходство      | Мурманск                            |      |           | Фотография остова под Выборгом |
| 1959                  | 106             |      | Мария Ульянова        | Дальневосточное морское пароходство | Владивосток                         |      |           | переимен. 1992, в 1993 году судно было утилизировано |
| май 1960              | 107             | Фото | Эстония               | Балтийское морское пароходство      | Ленинград                           | →    | 5109019   | переимен. Екатерина II, судно утилизировано в 1997 году в Аланге |
| 1960                  | 108             | Фото | Латвия                | Черноморское морское пароходство    | Одесса                              | →    | 5203920   | * переимен. Latvia; спуск на воду 31-12-1959, поставлено в Черноморское пароходство Одесса / USSR: 26-08-1960;; последний рейс на Чёрном море на линии Варна-Батуми-Варна; 1 апреля 1988 года выведено из состава пароходства, отель в Риге и продано судовладельцу на Балтике; продано в 1995 году в Алиаг на утилизацию |
| 1960                  | 109             | Фото | Владивосток           | Дальневосточное морское пароходство | Владивосток → Сент-Джонс            | →    | 5383029   | переимен. 1967—1988 рус. Приамурье, затем Priamurye; судно сгорело 18 мая 1988 в порту Осака (Япония), утилизировано в августе 1988 на Тайване |
| 1960                  | 110             | Фото | Литва                 | Черноморское морское пароходство    | Одесса                              | →    | 5209780   | переимен. Богучар на время транзита,Fu Jian, утилизировано в 1997 году |
| 1960                  | 111             |      | Петропавловск         | Камчатское морское пароходство      | Владивосток                         |      |           | (судно переименовано в середине 80-х в Босфор)?, в 1997 году судно было утилизировано |
| 1961                  | 112             | Фото | Туркмения             | Дальневосточное морское пароходство | Владивосток                         |      |           | 12 ноября 1986 года судно сгорело и позднее было утилизировано |
| 1962                  | 113             |      | Хабаровск             | Дальневосточное морское пароходство | Владивосток                         |      |           | (судно переименовано в 1990 в Sounds of Orients, дочерняя компания FESCO — Pacific Cruise Company)?, на приколе во Владивостоке, Хабаровск на фото |
| июль 1962             | 114             | Фото | Николаевск            | Камчатское морское пароходство      | Петропавловск-Камчатский → Мурманск | →    | 5252359   | в 1994 году судно переведено в Мурманск, позднее утилизировано |
| 1962                  | 115             |      | Байкал                | Дальневосточное морское пароходство | Владивосток                         |      |           | судно было на приколе в Сочи, вернулось в FESCO в 2001 году |
| сентябрь 1963         | 116             |      | Susana                | Балтийское морское пароходство      | Ленинград                           | →    | 6415207   | *→ бывш. Надежда Крупская, Кубань (ВМФ СССР);; в 1992 году продан в Болгарию под ночной клуб; судно утилизировано в 1998 в Алиаге, Турция |
| 1963                  | 117             |      | Армения               | Черноморское морское пароходство    | Одесса                              | →    | 5024752   | переимен. → отправлено на утилизацию под названием Arm 1995 в Алиаг, Турция |
| март 1964             | 118             |      | Башкирия              | Черноморское морское пароходство    | Одесса                              | →    | 5414971   | Odessa Song, Royal Dream, Silver Star, Star, Nandini, Olviara, Ocean Princess; остов судна Siritara Ocean Queen в устье реки Ксхао Прайа в Бангкоке, состояние на 28 июля 2008 года |
| 1964                  | 119             | Фото | Аджария               | Черноморское морское пароходство    | Одесса                              | →    | 6415130   | утилизировано в 1996 году |

Суда класса «Иван Франко» (проект 301/Seefa 750);
Суда класса «Иван Франко»:
| Месяц и год постройки | Заводской номер | Фото | Наименование     | Первое пароходство               | Порт приписки                          | Флаг | Номер IMO | Переименования и статус                                        |
| ноябрь 1964           | 125             | Фото | Frank            | Черноморское морское пароходство | Одесса → Кингстаун                     | →    | 5415901   | * бывш. Иван Франко                                            |
| август 1965           | 126             |      | Marco Polo       | Балтийское морское пароходство   | Ленинград → Владивосток → Нассау       | →    | 6417097   | * бывш. Александр Пушкин                                       |
| апрель 1966           | 127             |      | Tara             | Черноморское морское пароходство | Одесса → Монровия → Одесса             | →    | 6508195   | * бывш. Тарас Шевченко, Taras Shevchenko, Тарас Шевченко       |
| июнь 1968             | 128             |      | Assedo           | Черноморское морское пароходство | Одесса → Монровия → Одесса → Кингстаун | →    | 6707733   | * бывш. Шота Руставели                                         |
| март 1972             | 129             |      | Михаил Лермонтов | Балтийское морское пароходство   | Ленинград                              |      | 7042318   | затонул 16 февраля 1986 года около Gannet Point Новая Зеландия |

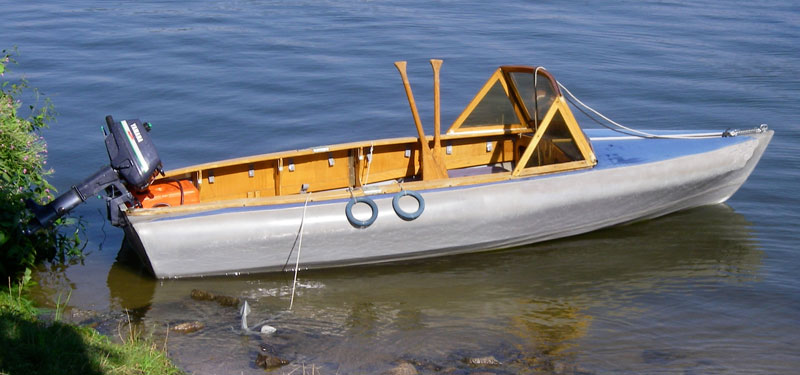
Лодка Delphin 140
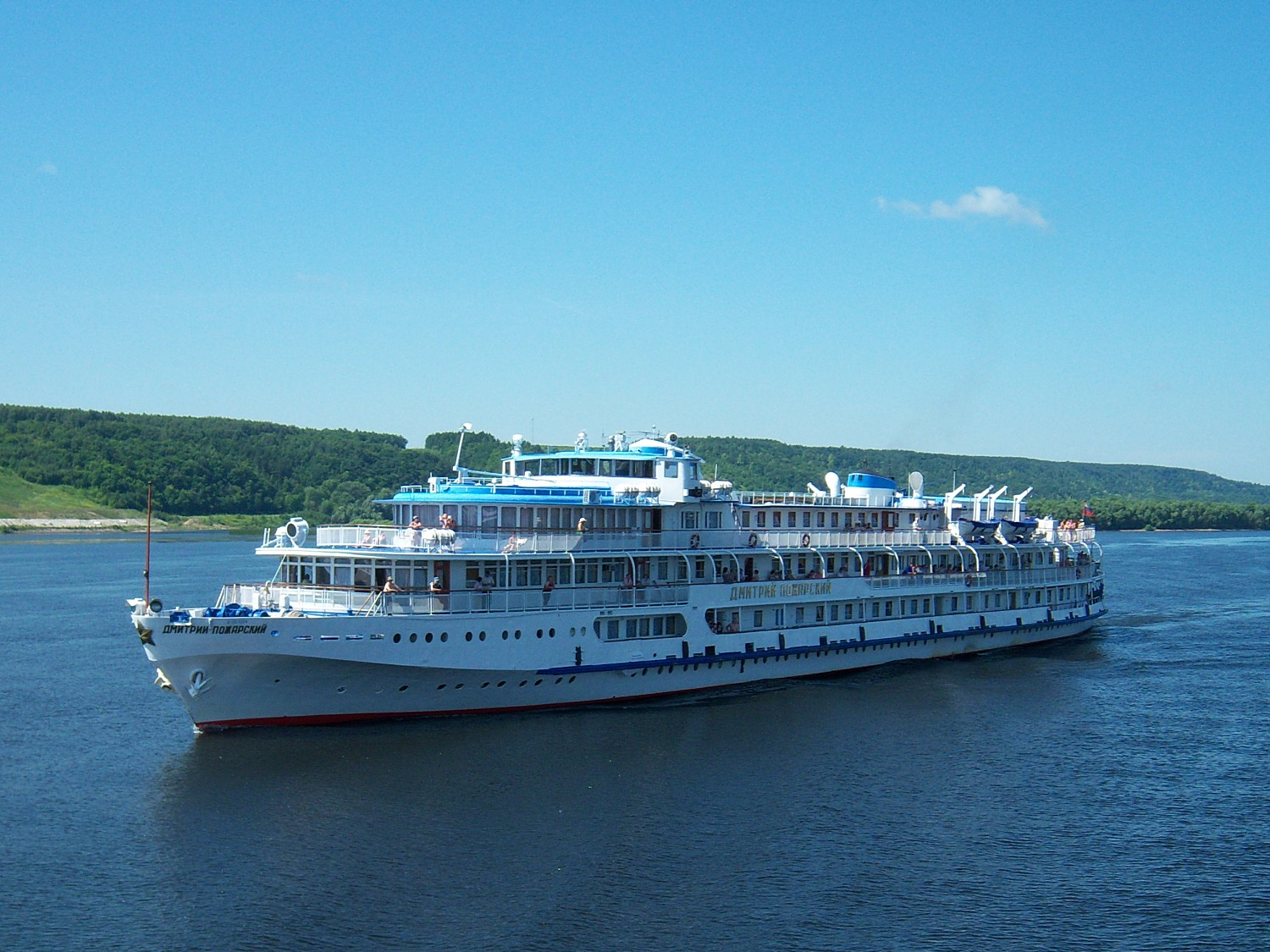
Дмитрий Пожарский
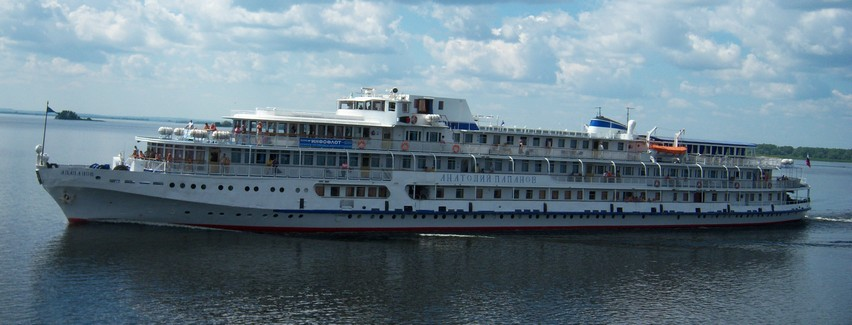
Анатолий Папанов
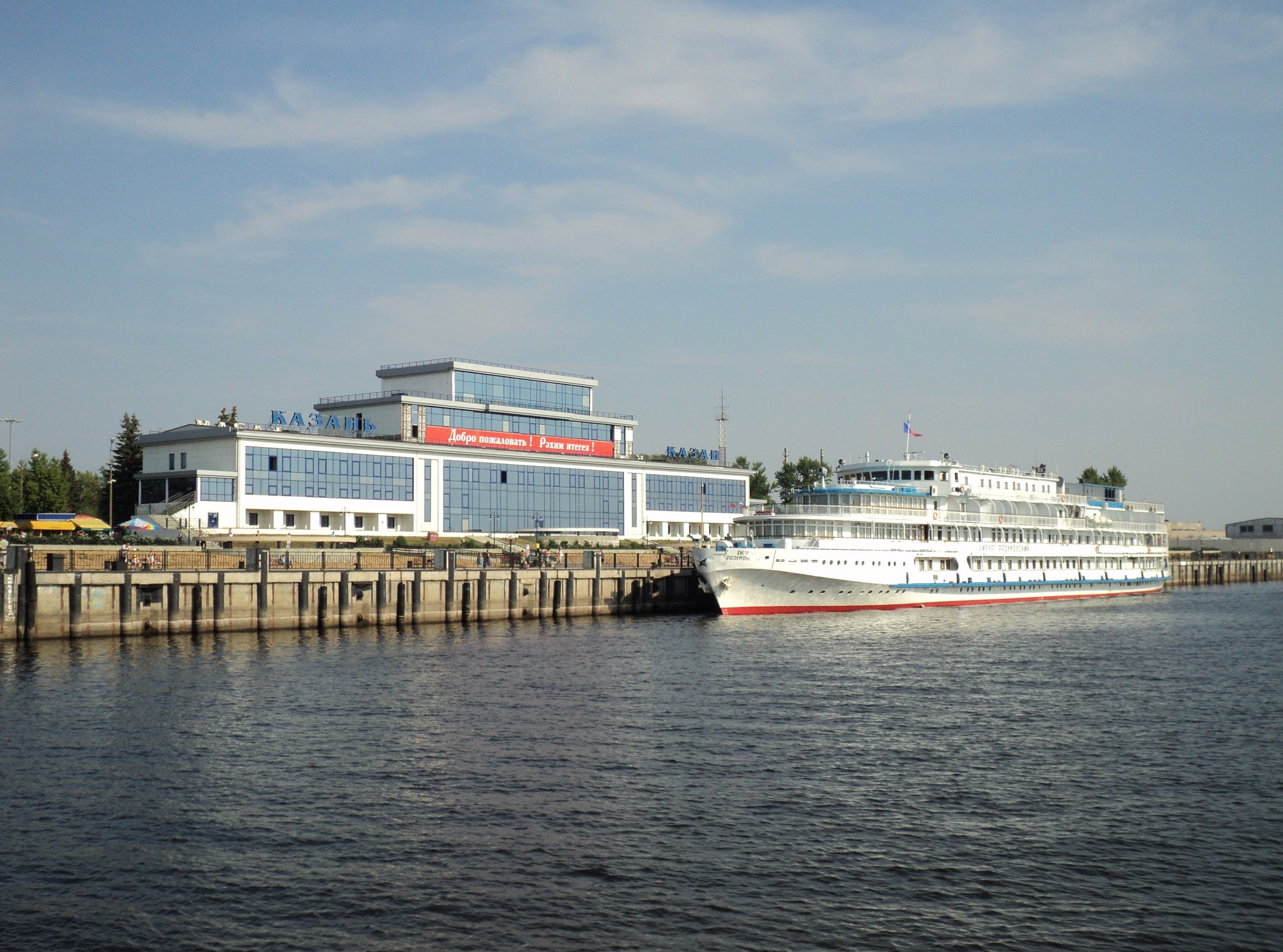
Хирург Разумовский
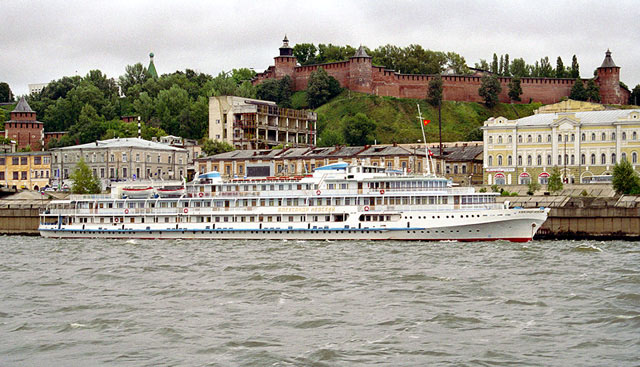
Александр Невский
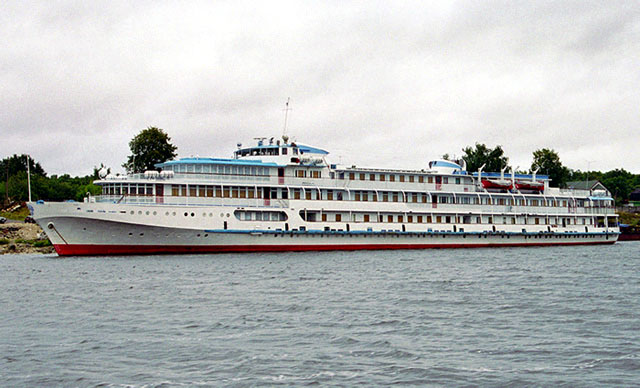
Карл Маркс
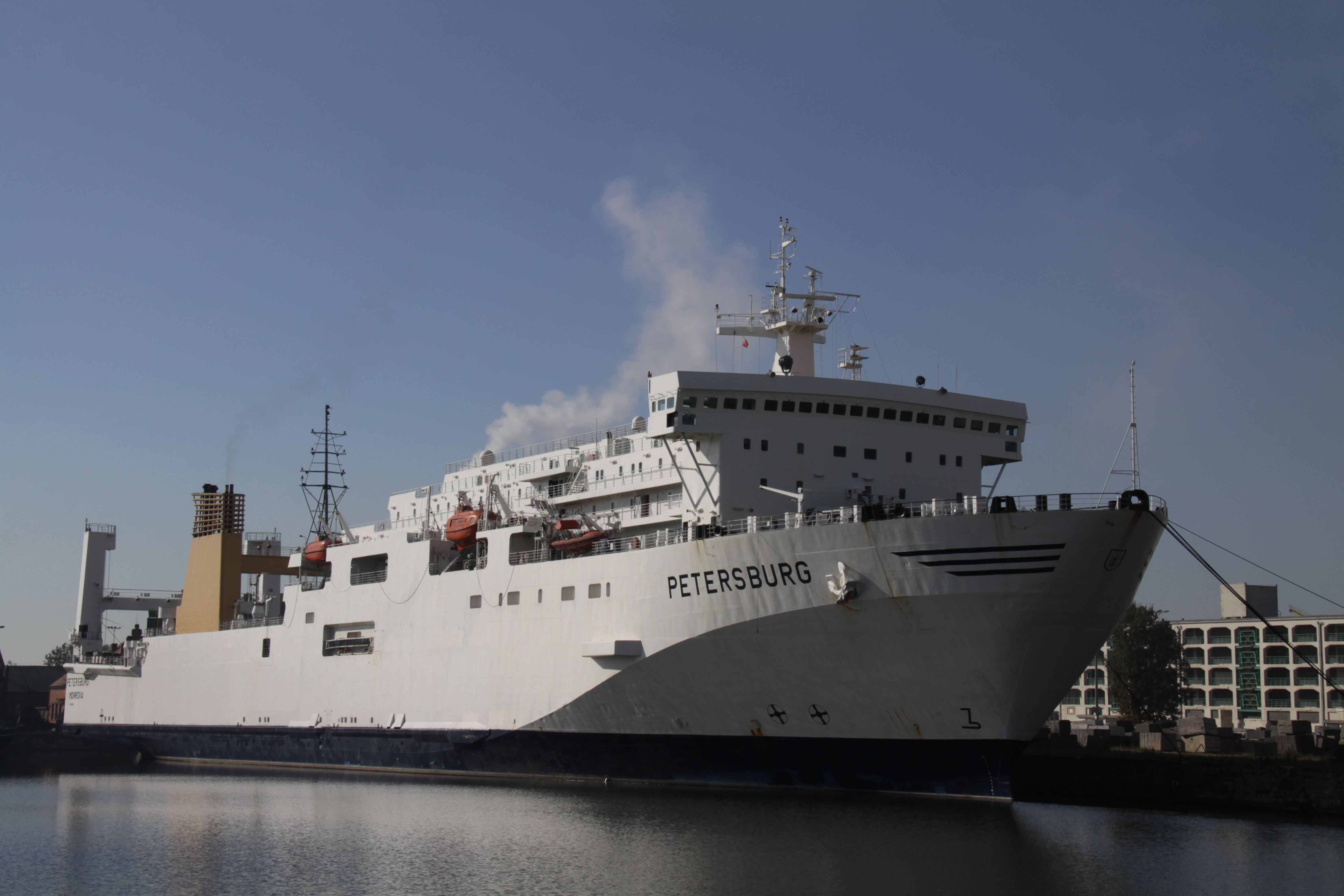
Petersburg
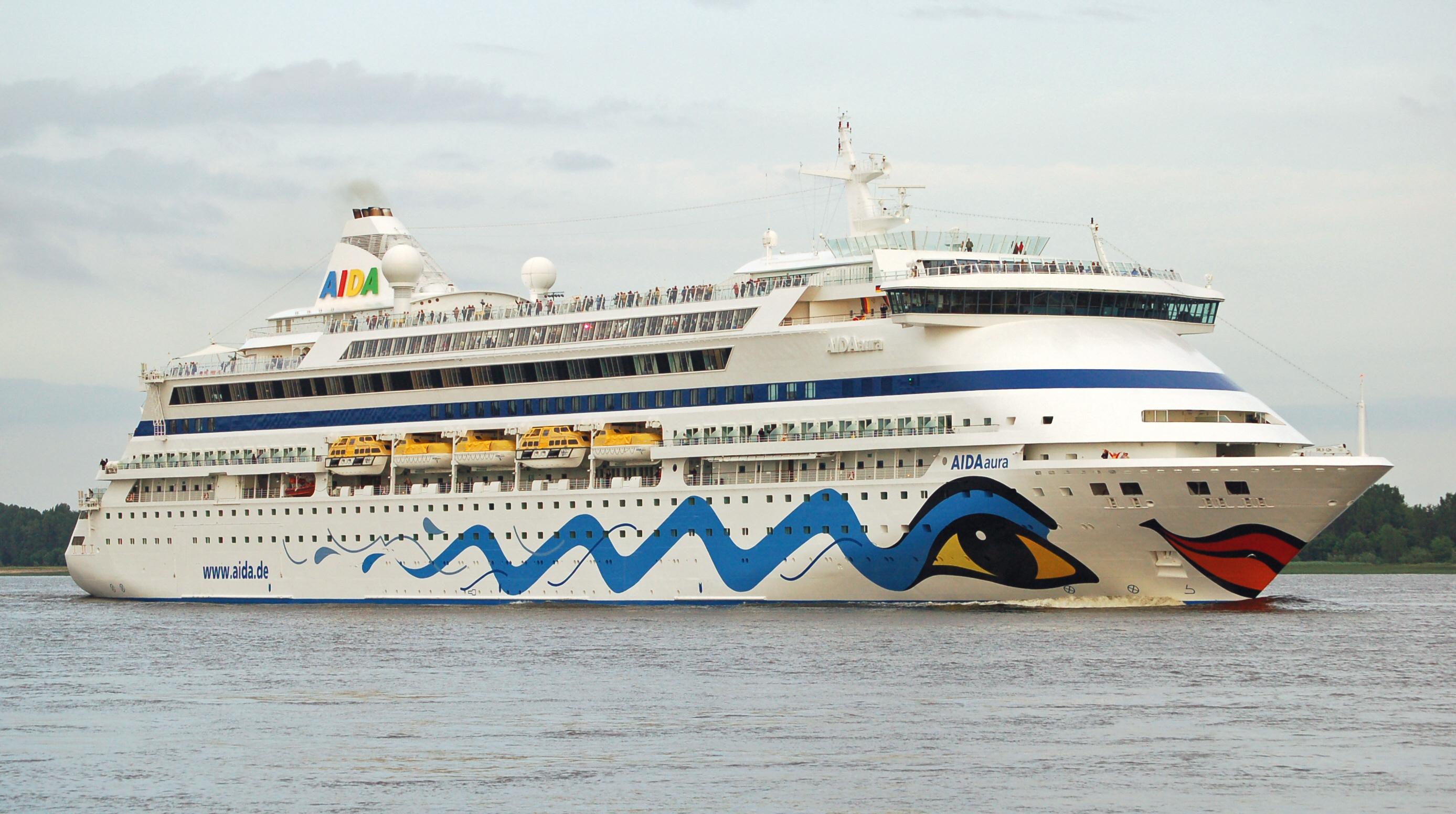
AIDAaura

Disney Adventure